# Rade bei Rendsburg
Rade bei Rendsburg là một đô thị thuộc quận Rendsburg-Eckernförde, bang Schleswig-Holstein.